# Alekos Xenos
Alekos Xenos (født december 1912 i Zakynthos død 1. September 1995 i Athen, Grækenland) var en græsk komponist og dirigent.
Xenos studerede komposition og direktion på Musikkonservatoriet t i Athen, hos bl.a. Dimitri Mitropoulos.
Han har skrevet 2 symfonier ,orkesterværker, kammermusik, instrumental musik for mange instrumenter etc.

## Udvalgte værker
- Symfoni nr. 1 (19?) - for orkester
- Symfoni nr. 2 "af fred" (1968) - for orkester